# والنتین چرنیکوف
والنتین چرنیکوف (ارمنی: Վալենտին Չեռնիկով؛ ۱ آوریل ۱۹۳۷ – ۵ ژانویهٔ ۲۰۰۲) شمشیرباز اهل ارمنستان بود. وی در بازی‌های المپیک تابستانی ۱۹۶۰ برندهٔ مدال برنز و در مسابقات قهرمانی شمشیربازی جهان در سال‌های ۱۹۵۹ برنده مدال نقره در سال ۱۹۶۱ برنده مدال طلا و در سال ۱۹۶۲ برنده مدال برنز شده‌است.